# Hegele (Adelsgeschlecht)

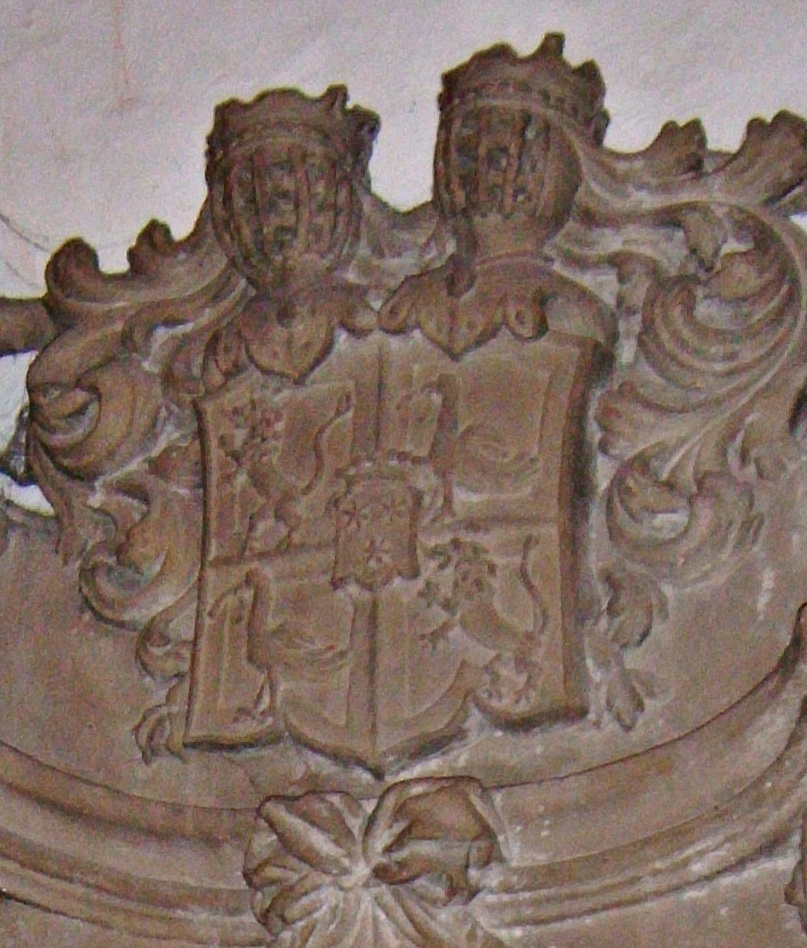
Wappen der Freiherren von Hegele

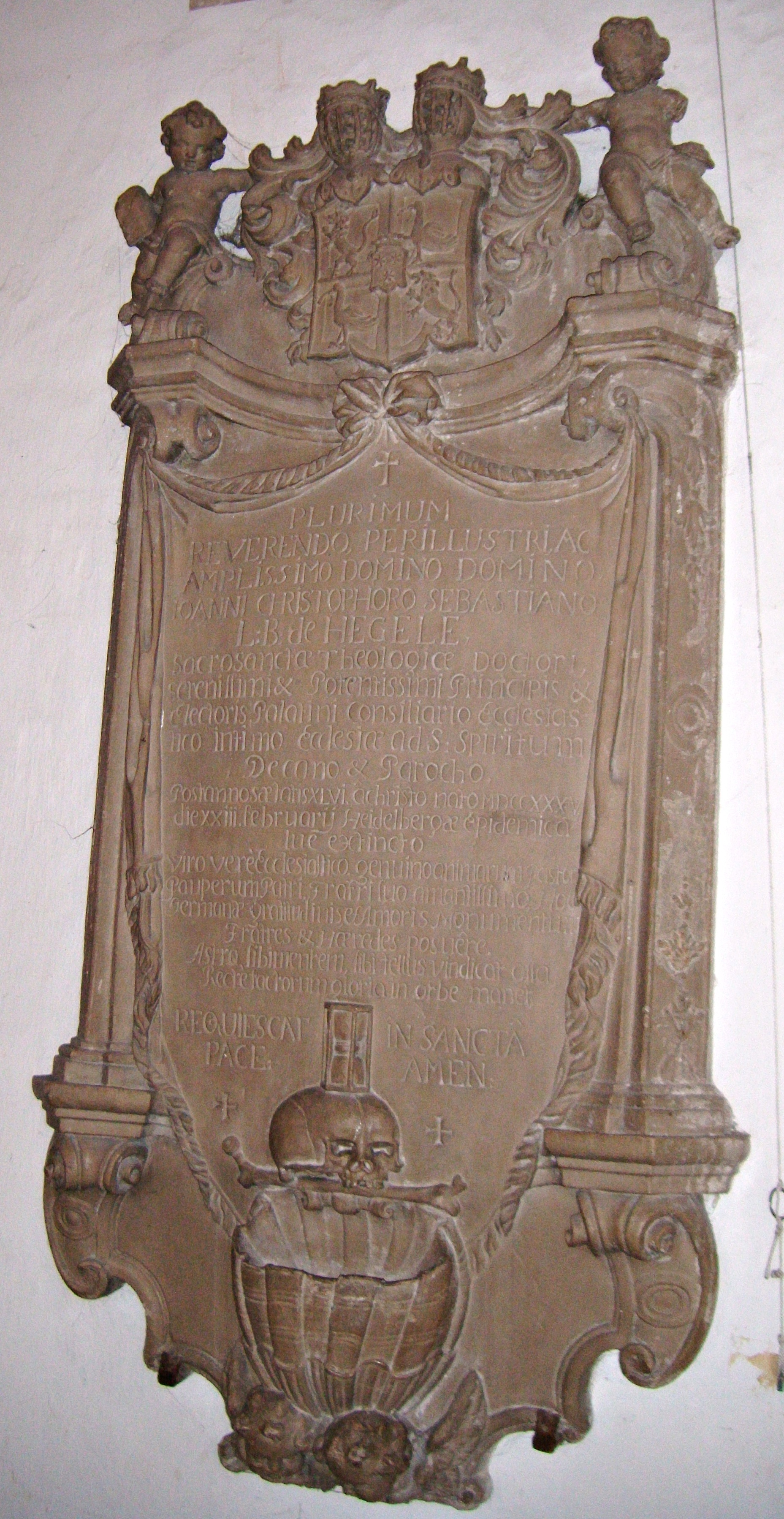
Epitaph des Dekans Johann Christoph Sebastian von Hegele († 1735), Heiliggeistkirche Heidelberg

Die Freiherren von Hegele waren ein kurpfälzisches Adelsgeschlecht, das erloschen ist.  

## Familiengeschichte
Kurfürst Karl III. Philipp von der Pfalz erhob mit Datum vom 24. Oktober 1726 die drei Brüder Hegele in den Freiherrenstand. Sie beriefen sich bei der Nobilitierung auf eine Abstammung aus dem alten Adelsgeschlecht der Hegelin von Straussenberg und erhielten ein Wappen das neben den Pfälzer Löwen auch Straußenvögel zeigte, die schon das ältere Geschlecht im Wappen führte.  
Es handelte sich um die Brüder:
- Joseph Anton von Hegele, kurpfälzischer Regierungsrat
- Franz Ignaz von Hegele, pfalz-neuburgischer Hofrat
- Johann Christoph Sebastian von Hegele, katholischer Priester und Dekan in Heidelberg

Johann Christoph Sebastian von Hegele war katholischer Stadtpfarrer und Dekan in Heidelberg. Er starb am 23. Februar 1735 und besitzt im Chor der Heidelberger Heiliggeistkirche ein sehr kunstvoll ausgeführtes Epitaph mit Weihwasserbecken. Laut Grabinschrift wurde er ein Opfer der damals in Heidelberg gerade grassierenden Typhusepidemie und war Doktor der Theologie sowie vertrauter Berater des Kurfürsten in Kirchenangelegenheiten.   
Franz Ignaz von Hegele war Landrichter und Pflegamtskommissar zu Monheim, sowie pfalz-neuburgischer Hofrat.
Die Familie erwarb 1750 als ihren Sitz, Dorf und Gut Seiboldsdorf bei Neuburg an der Donau, das als Fideikommiss verwaltet wurde. Erwerber war Christoph Simon von Hegele.
1772 starben die Freiherren von Hegele mit ihrem letzten Namensträger, Ernst von Hegele, aus.
Der gesamte Familienbesitz fiel an die Grafen von Wiser, zu welchen über Maria Elisabeth von Hegele geb. von Wiser (1659–1729) eine nahe Verwandtschaft bestand. Sie liegt begraben in der Heiliggeistkirche Neuburg und besitzt dort ein Epitaph.